# Paweł Wiski
Paweł Wiski (ur. 1966) – polski koszykarz występujący na pozycji skrzydłowego.

## Osiągnięcia
Klubowe
- Mistrz Polski (1988)
- Wicemistrz Polski (1986)